# Calosopsyche praecipua
Calosopsyche praecipua is een schietmot uit de familie Hydropsychidae. De soort komt voor in het Neotropisch gebied.